# The Ring: Krąg – Narodziny
The Ring: Krąg - Narodziny (jap. リング0 バースデイ Ringu 0: Bāsudei) – japoński horror z 2000 roku w reżyserii Norio Tsuruta.

## Opis fabuły
Przerażające sny prześladują członków grupy teatralnej. Niektórzy z aktorów przypuszczają, że może to być wina nowej osoby w ich ekipie. Delikatna, eteryczna Sadako Yamamura zupełnie nie pasuje do pełnych ambicji i energii aktorów. Tylko dźwiękowiec Tojama darzy Sadako sympatią. Cicha, czarnowłosa piękność wpada też w oko reżyserowi, panu Heihachiro.

## Obsada
- Yukie Nakama jako Sadako Yamamura
- Kumiko Asō jako Tachihara Etsuko
- Tanabe Seiichi jako Toyama Hiroshi
- Masami Hashimoto jako Kiyomi
- Kaoru Okunuki jako Hazuki Aiko
- Daisuke Ban jako Ikuma Heihachirô
- Masako jako Shizuko Yamamura
- Ryuji Mizukami jako Kuno Wataru
- Yoshiyuki Morishita jako Okubo

i inni